# Jammu

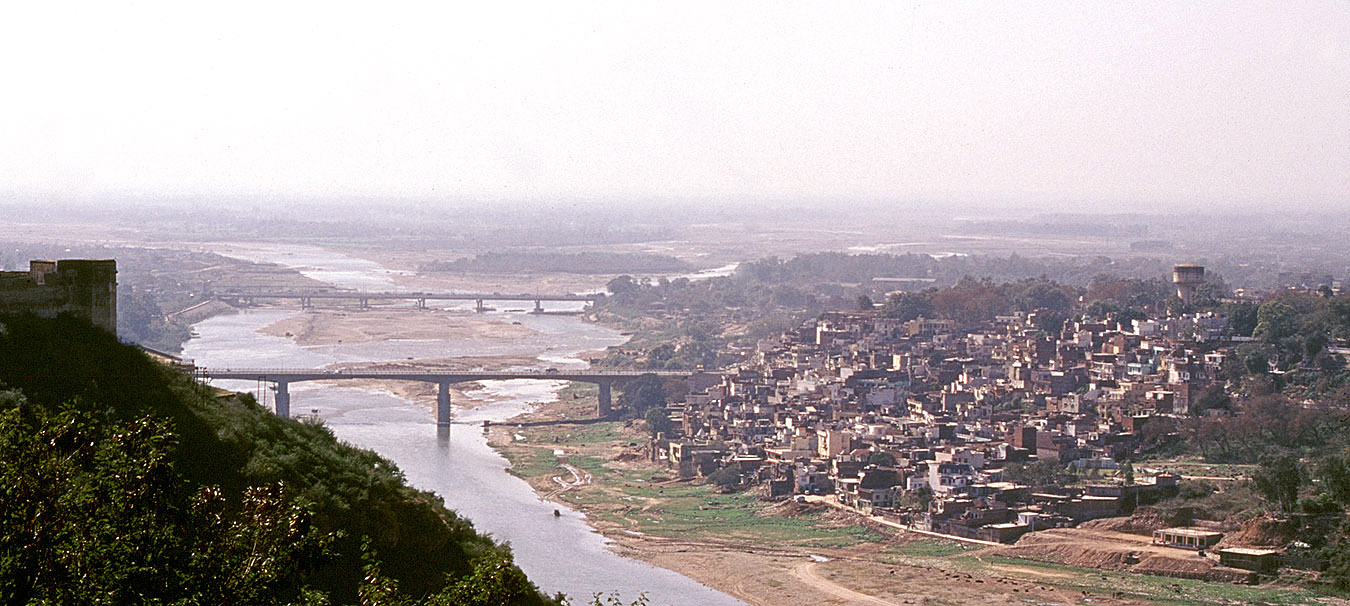
Jammu, bordat de râul Tawi

Jammu este capitala de iarnă a teritoriului unional Jammu și Cașmir, din nord-vestul Indiei, situat în apropierea râului Tawi, la sud de Srinagar.

## Istorie
În trecut, Jammu a fost capitala dinastiei Dogra Rajput, după care în secolul al XIX-lea a devenit parte integrantă a teritoriilor stăpânite de Ranjit Singh. În prezent este centru feroviar și manufacturier.

## Turism
Orașul are un fort, palatul rajahilor și "Universitatea Jammu" înființată în anul 1969.